# Demanio
Il demanio (dal latino dominium, "dominio", attraverso il francese antico demaine) è, in senso molto generico, l'insieme di tutti i “beni” inalienabili e imprescrittibili che appartengono a uno Stato ( ad esempio i beni demaniali).

## Il demanio nel diritto italiano
In Italia, quanto previsto dal Codice Civile art. 822 e seguenti, il demanio è costituito dai seguenti beni (demanio necessario): il lido del mare, la spiaggia, le rade e i porti; i fiumi, i torrenti, i laghi, le altre acque definite pubbliche dalle leggi in materia (c.c. 2774, Cod. Nav. 28, 29, 692) e le opere destinate alla difesa nazionale.
Fanno allo stesso modo parte del demanio pubblico, ma solamente se appartengono allo Stato (demanio accidentale): le strade, le autostrade e le strade ferrate; gli aerodromi (Cod. Nav. 692 a); gli acquedotti; gli immobili riconosciuti d'interesse artistico, storico, archeologico o etnoantropologico a norma delle leggi in materia; le raccolte dei musei, delle pinacoteche, degli archivi, delle biblioteche; e infine gli altri beni che sono dalla legge assoggettati al regime proprio del demanio pubblico. Il Codice dei beni culturali e del paesaggio (D.Lgs. 22 gennaio 2004, n. 42) stabilisce all'articolo 53, comma 1, che i beni culturali appartenenti allo Stato, alle regioni e agli altri enti pubblici territoriali che rientrino nelle tipologie indicate all'articolo 822 del codice civile costituiscono il demanio culturale.
Tali beni possono anche appartenere alle regioni, alle città metropolitane, alle province o ai comuni, costituendo così il demanio regionale, metropolitano, provinciale o comunale, ma sono ugualmente soggetti al regime del demanio dello Stato.
Sui beni demaniali si esercita l'uso pubblico, cioè la collettività ne può godere i benefici direttamente (come nel caso delle spiagge o dei musei) o indirettamente (nel caso dei porti o degli aeroporti). La proprietà del demanio pubblico è inalienabile e non può formare oggetto di diritti vantati da terzi (art. 823). I beni demaniali sono tutelati dall'autorità amministrativa, ed è competenza attribuita all'Agenzia del demanio per tutti i beni appartenenti al demanio dello Stato, mentre per i beni demaniali e del Patrimonio indisponibile di regioni, province, città metropolitane e comuni la stessa Agenzia del demanio svolge solo funzioni di controllo, circa la destinazione e la gestione degli stessi beni, da parte degli enti territoriali.
Eccetto alcune discipline speciali, tutte le acque superficiali e sotterranee appartengono al demanio pubblico. Le sponde e rive esterne di fiumi e torrenti essendo soggette alle sole piene straordinarie, appartengono ai proprietari dei fondi rivieraschi, e, non avendo natura demaniale, su di esse possono insistere manufatti occupati da persone.
La principale caratteristica dei beni che fanno parte del demanio pubblico è la loro inalienabilità e imprescrittibilità. Essi non possono essere venduti (se non in forza di una specifica nuova legge) e non possono formare oggetto di diritti a favore di terzi, se non nei modi e nei limiti stabiliti dalle leggi che li riguardano (Cod. Nav. 30 e seguenti). Non possono poi essere prescritti, ovvero rimangono sempre di proprietà dello Stato anche se abbandonati per lungo tempo (non si possono usucapire).
Un complementare orientamento della giurisprudenza ha affermato che l'esclusione di un bene dal demanio pubblico (nota come "sdemanializzazione") può essere tacita, vale a dire desunta in sede giudiziale dall'esistenza di "atti univoci e concludenti, incompatibili con la volontà di conservarne la destinazione all'uso pubblico".
Uno dei pochi modi che consente ad un privato di poter utilizzare questi beni pubblici è la cosiddetta concessione che corrisponde ad una specie di "locazione" – in quanto prevede il pagamento di un canone annuo in cambio della disponibilità del bene –, ed è predisposta tramite un bando di gara pubblico, dall'Ente pubblico che in base alle leggi dello Stato è preposto alla gestione di quel particolare demanio. La concessione solitamente è divisa in due parti. Alla scadenza della prima, lo Stato può ridiscutere i termini della concessione, per esempio aumentandone il canone nel caso la società abbia registrato utili molto alti. Al termine della concessione, lo Stato deve indire un nuovo appalto.
Gli altri beni di proprietà dello Stato e degli altri enti locali non rientranti nel demanio costituiscono il patrimonio dell'ente che, a sua volta, si suddivide in patrimonio indisponibile e patrimonio disponibile. L'Agenzia del demanio ha competenza sul patrimonio immobiliare e storico-artistico dello Stato.
Il demanio naturale compete invece agli enti locali, ed, in modo concorrente, alle Autorità di bacino e al Genio Civile. In tema di dissesto idrogeologico, un'ordinanza comunale può legittimamente autorizzare privati cittadini residenti e aventi domicilio alla raccolta, prelievo e rimozione di legname e tagli boschivi nel demanio fluviale (in particolare dagli alvei e letti), previa richiesta scritta dell'interessato e rilascio di autorizzazione nominativa gratuita da parte del Genio Civile, ed eventuale parere favorevole dell'Autorità di bacino, per il rischio di arrecare danni/disturbo all’avifauna e ai micro-habitat.